# Eleccions legislatives luxemburgueses de 1931
El 7 de juny de 1931 es van celebrar unes eleccions generals parcials a Luxemburg, on es van escollir 25 dels 54 escons a la Cambra de Diputats, al centre i al nord, així com dos escons al sud del país. El Partit de la Dreta va guanyar 14 dels 27 escons, aconseguint incrementar el seu nombre total de 24 a 26 diputats.

## Resultats
| Partit                                   | Vots    | %[a] | Escons   | Escons    | Escons |
| Partit                                   | Vots    | %[a] | Diputats | Nou total | +/–    |
| ---------------------------------------- | ------- | ---- | -------- | --------- | ------ |
| Partit de la Dreta                       | 348,652 | 46.0 | 14       | 26        | +2     |
| Partit dels Treballadors de Luxemburg    | 153,805 | 19.2 | 5        | 15        | +3     |
| Partit Radical Socialista                | 78,464  | 9.2  | 2        | 4         | –2     |
| Partit Radical (Marcel Cahen)            | 65,861  | 7.9  | 2        | 2         | +1     |
| Partit dels Grangers i la Classe Mitjana | 46,446  | 6.9  | 2        | 2         | Nou    |
| Partit Progressista Democràtic del Nord  | 35,702  | 5.3  | 1        | 1         | Nou    |
| Partit Independent                       | 40,569  | 4.7  | 1        | 2         | 0      |
| Partit Comunista de Luxemburg            | 6,264   | 0.7  | 0        | 0         | Nou    |
| Partit Independent de l'Est              | –       | –    | –        | 2         | 0      |
| Nuls/vots blancs                         | 3,878   | –    | –        | –         | –      |
| Total                                    | 69,498  | 100  | 27       | 54        | +2     |
| Vots registrats                          |         |      | –        | –         | –      |
| Font: Nohlen & Stöver                    |         |      |          |           |        |

a  El percentatge dels vots no està relacionat amb el nombre total de la taula, ja que els votants podien realitzar més vots en algunes circumscripcions que en d'altres i, per tant, està calculat segons la proporció de vots rebuts en cada circumscripció.